# Edgar Barrier
Pour les articles homonymes, voir Barrier.
Edgar Barrier est un acteur américain, né le 4 mars 1907 à New York (État de New York), mort le 20 juin 1964 à Los Angeles — Quartier d'Hollywood (Californie).

## Biographie
Au théâtre, Edgar Barrier joue à Broadway (New York) dans douze pièces, de 1928 à 1938, avant une ultime en 1946. L'avant-dernière est La Mort de Danton de Georg Büchner (1938, avec Joseph Cotten et Arlene Francis) au Mercury Theatre (en), produite par John Houseman et Orson Welles (fondateurs de la troupe), mise en scène par ce dernier.
Au cinéma, son premier film en 1938 est Too Much Johnson (avec Joseph Cotten et Arlene Francis) d'Orson Welles. Il retrouvera le réalisateur pour deux films, Voyage au pays de la peur, coréalisé par Norman Foster (1943, avec Joseph Cotten et Dolores del Río), puis Macbeth (1948, avec Orson Welles dans le rôle-titre et Jeanette Nolan). Mentionnons aussi Camarade X de King Vidor (1940, avec Clark Gable et Hedy Lamarr), Le Fantôme de l'Opéra d'Arthur Lubin (1943, avec Nelson Eddy et Claude Rains), ou encore La Princesse du Nil d'Harmon Jones (1954, avec Debra Paget et Jeffrey Hunter).
Le dernier de ses cinquante-deux films américains est Irma la douce de Billy Wilder (avec Jack Lemmon et Shirley MacLaine), sorti en 1963, année précédant sa mort prématurée, d'une crise cardiaque.
À la télévision, Edgar Barrier collabore à quarante-et-une séries entre 1949 et 1963, dont Zorro (quatre épisodes, 1959) et Aventures dans les îles (un épisode, 1961).
Durant sa carrière, il est également actif à la radio, contribuant notamment aux séries The Campbell Playhouse (en) (1939-1940 ; production de John Houseman et Orson Welles) et Le Saint (1945 ; rôle-titre, repris par Brian Aherne).
Son épouse Ernestine Barrier et leur fils Michael Barrier sont également acteurs.

## Théâtre à Broadway (intégrale)
- 1928 : Pleasure Man (en) de Mae West
- 1929 : The Broken Chain de William J. Perlman, avec Eduard Franz, J. Carrol Naish
- 1932 : Lost Boy de T. C. Upham, avec Elisha Cook Jr.
- 1932 : Border Land de Crane Wilbur
- 1932 : Men Must Fight de Reginald Lawrence et S. K. Lauren, avec Gilbert Emery, Alma Kruger, Douglass Montgomery, Erin O'Brien-Moore, Kent Smith
- 1933 : Vient de paraître (Best Sellers) d'Édouard Bourdet, adaptation de Dorothy Cheston Bennett, avec George Coulouris, Ian Keith, Ernest Truex
- 1933-1934 : Mary of Scotland (en) de Maxwell Anderson, avec Ernest Cossart, George Coulouris, Helen Hayes, Philip Merivale, Moroni Olsen, Leonard Willey (adaptée au cinéma en 1936)
- 1935 : Noces de sang (Bodas de Sangre - Bitter Oleander) de Federico García Lorca, adaptation de José A. Weissman
- 1935 : Les Sentiers de la gloire (Paths of Glory), adaptation par Sidney Howard du roman éponyme d'Humphrey Cobb, avec Jerome Cowan, George Tobias
- 1936 : Idiot's Delight (en) de Robert E. Sherwood, mise en scène de Bretaigne Windust, avec Francis Compton, Lynn Fontanne, Sydney Greenstreet, Alfred Lunt, Richard Whorf, Bretaigne Windust
- 1937 : Blow Ye Winds de Valentine Davies, avec Henry Fonda, Edgar Stehli
- 1938 : La Mort de Danton (Dantons Tod - Danton's Death) de Georg Büchner, adaptation de Geoffrey Dunlop, production de John Houseman et Orson Welles, mise en scène de ce dernier, avec John Berry, Joseph Cotten, Ruth Ford, Arlene Francis, Martin Gabel, Erskine Sanford, Vladimir Sokoloff, Orson Welles
- 1946 : The Magnificent Yankee d'Emmet Lavery, avec Louis Calhern, Dorothy Gish (adaptée au cinéma en 1950)

## Séries radiophoniques (sélection)
- 1939-1940 : The Campbell Playhouse (en), production de John Houseman et Orson Welles, mise en scène de (et avec) ce dernier
- 1945 : Le Saint (The Saint) : rôle de Simon Templar (repris par Brian Aherne)
- 1949-1954 : Broadway Is My Beat (en), avec Jack Kruschen

## Filmographie partielle

### Au cinéma

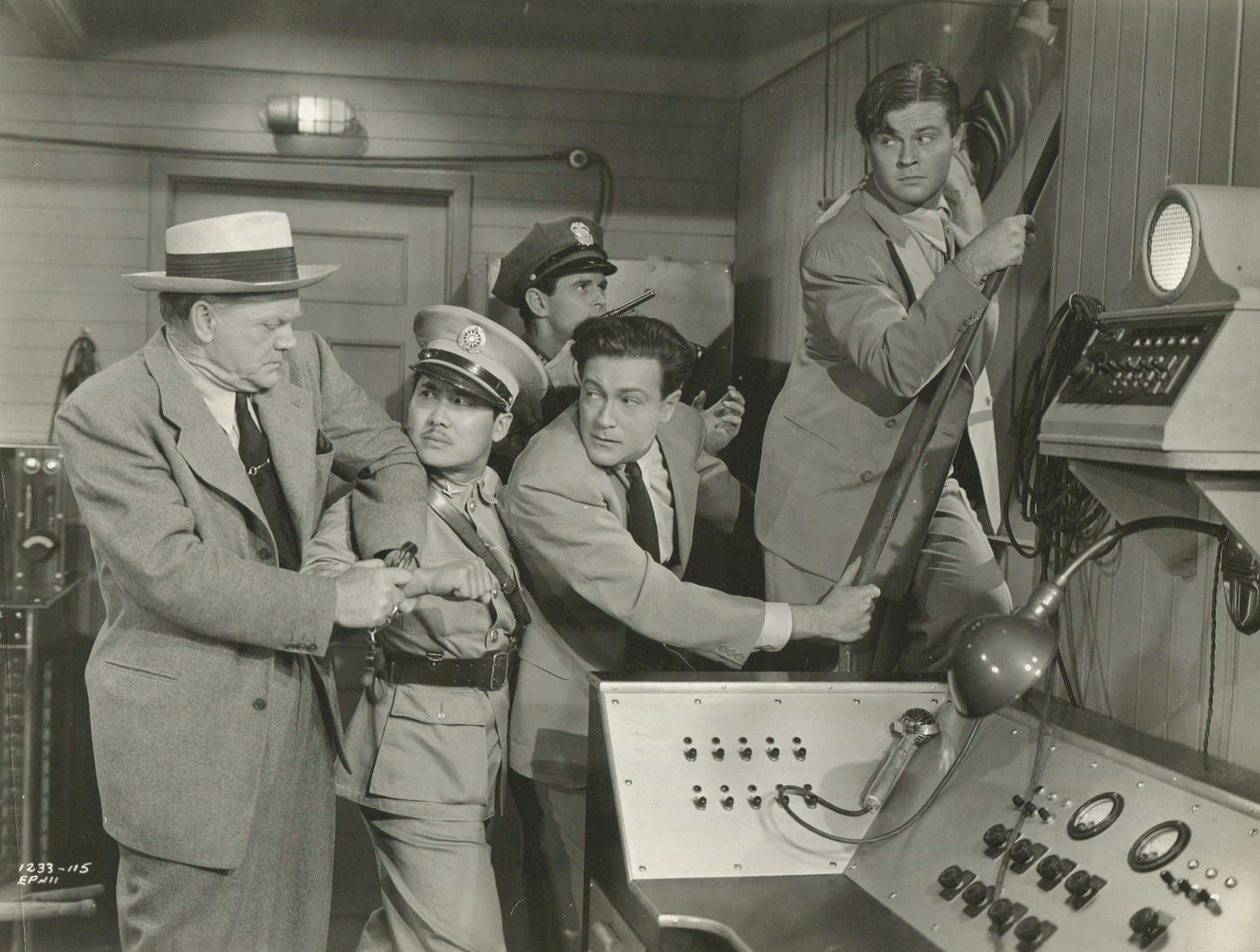
De g. à d. : inconnu, Keye Luke, inconnu, Edgar Barrier et Tom Brown, dans The Adventures of Smilin' Jack (1943)

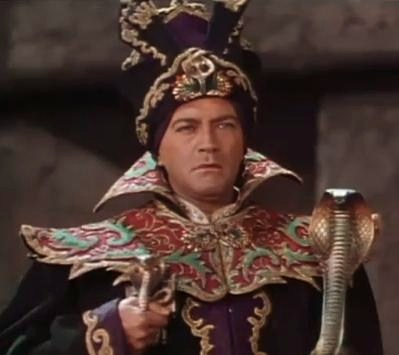
Dans Le Signe du cobra (1944)

- 1938 : Too Much Johnson d'Orson Welles
- 1940 : Escape de Mervyn LeRoy
- 1940 : Camarade X (Comrade X) de King Vidor
- 1941 : The Penalty d'Harold S. Bucquet
- 1942 : L'Escadrille des aigles (Eagle Squadron) d'Arthur Lubin
- 1942 : Les Mille et Une Nuits (Arabian Nights) de John Rawlins
- 1942 : Vainqueur du destin (The Pride of the Yankees) de Sam Wood
- 1943 : Voyage au pays de la peur (Journey Into Fear) de Norman Foster et Orson Welles
- 1943 : Obsessions (Flesh and Fantasy) de Julien Duvivier
- 1943 : Du Texas à Tokyo (en) (We've Never Been Licked) de John Rawlins
- 1943 : Le Fantôme de l'Opéra (Phantom of the Opera) d'Arthur Lubin
- 1943 : The Adventures of Smilin' Jack (en) de Lewis D. Collins et Ray Taylor (serial)
- 1944 : Le Signe du cobra (Cobra Woman) de Robert Siodmak
- 1944 : Secrets of Scotland Yard (en) de George Blair
- 1945 : Pris au piège (Cornered) d'Edward Dmytryk
- 1945 : Un jeu de mort (A Game of Death) de Robert Wise
- 1945 : La Grande Dame et le Mauvais Garçon (Nob Hill) de Henry Hathaway
- 1946 : Tarzan et la Femme léopard (Tarzan and the Leopard Woman) de Kurt Neumann
- 1948 : Rocky de Phil Karlson et William Beaudine
- 1948 : Opium (en) (To the Ends of the Earth) de Robert Stevenson
- 1948 : Macbeth d'Orson Welles
- 1948 : Adventures in Silverado de Phil Karlson
- 1948 : Légion étrangère (Rogue's Regiment) de Robert Florey
- 1948 : Port Saïd (Port Said) de Reginald Le Borg
- 1949 : The Secret of St. Ives (en) de Phil Rosen
- 1950 : Jean Lafitte, dernier des corsaires (Last of the Buccaneers) de Lew Landers
- 1950 : Cyrano de Bergerac (titre original) de Michael Gordon
- 1950 : Joe Palooka in the Squared Circle de Reginald Le Borg
- 1951 : The Whip Hand (en) de William Cameron Menzies
- 1951 : Hurricane Island de Lew Landers
- 1953 : Destination Gobi de Robert Wise
- 1953 : La Dernière Minute (Count the Hours) de Don Siegel
- 1953 : La Légende de l'épée magique (The Golden Blade) de Nathan Juran
- 1953 : Le Roi pirate (Prince of Pirates) de Sidney Salkow
- 1953 : La Guerre des mondes (The War of the Worlds) de Byron Haskin
- 1954 : Quatre étranges cavaliers (Silver Lode) d'Allan Dwan
- 1954 : L'Épée des Sarrasins (The Saracen Blade) de William Castle
- 1954 : La Princesse du Nil (Princess of the Nile) d'Harmon Jones
- 1957 : The Giant Claw de Fred F. Sears
- 1961 : La Doublure du général (On the Double) de Melville Shavelson
- 1961 : Snow White and the Three Stooges de Walter Lang
- 1961 : Les Pirates de la tortue (en) (Pirates of Tortuga) de Robert D. Webb
- 1963 : Irma la douce (titre original) de Billy Wilder

### À la télévision (séries)
- 1956 : La Flèche brisée (Broken Arrow)
  - Saison 1, épisode 11 The Conspirators
- 1959 : Zorro
  - Saison 2, épisode 27 L'Homme venu d'Espagne (The Man from Spain), épisode 28 Le Trésor du roi (Treasure of the King), épisode 29 Le Tyran démasqué (Exposing the Tyrant) et épisode 30 Zorro prend un risque (Z Takes a Dare) : rôle de Don Cornelio
- 1959 : La Grande Caravane (Wagon Train)
  - Saison 3, épisode 11 The Vittorio Bottecelli Story de Jerry Hopper
- 1961 : Aventures dans les îles (Adventures in Paradise)
  - Saison 3, épisode 12 L'Héritage (The Inheritance)